# Pierre Brûlart de Genlis (abbé)
Pour l’article homonyme, voir Pierre Brûlart de Genlis.
Pierre Brûlart de Genlis est un religieux français, abbé commendataire, et conseiller au Grand-Conseil.

## Armoiries

Armes de la famille Brûlart : « De gueules, à la bande d'or, chargée d'une traînée de sable, accompagnée de cinq barillets du même » Blason de Brulard de Sillery, seigneur de Genlis, de Sillery et de Puisieulx, sur Armorial Général

## Biographie

### Famille
Il est le quatrième fils de Pierre Brûlart de Genlis (1535-1608) dit le "Capitaine de Crosne", chevalier, seigneur et baron de Crosne, d'Abbécourt (achat 1589),  de Genlis , Daillecourt par échange Foi et Hommage du 7 mars 1606, et Chapet (cité en 1594), et Triel fut un homme d'État français du XVIe siècle et de son mariage le 20 septembre 1571 avec: Madeleine Chevalier qui auront ensemble:
- Gilles Brûlart de Genlis, chevalier, époux d'Anne d' Halluin, et de Claude Aux-Épaules en secondes noces
- Charles Ier Brûlart de Genlis (mort en 1649), dit "Léon", chanoine de la Cathédrale Notre-Dame de Paris, abbé commendataire de Neauphle-le-Vieux, Joyenval, et prieur commendataire de l'abbaye Saint-Magloire de Léhon, conseiller au Parlement de Paris, ambassadeur, doyen du Conseil d'État, seigneur de Triel.
- Noël Brûlart de Genlis (mort en 1597) au siège d'Amiens, écuyer, sergent enseigne d'une compagnie d'infanterie, sans postérité
- Pierre (abbé), dont il est question ici
- Nicolas Brûlart de Genlis (mort en 1659), seigneur du Broussin et du Boul(l)ay, baron d'Orsonville, Poligny, Roussières et Souppes (en partie), Chambellan du duc Gaston d'Orléans, capitaine d'une compagnie de cavalerie en Hollande, époux de Marie (alias Madeleine Cerisier(s), veuve de Pierre Brûlart de Sillery seigneur de Vaux, dont postérité.
- Louis-Roger Brûlart de Genlis, créateur de la branche des Brûlart de Ranché, seigneur de Broussin et Ranché, baron de Souville, époux de Madeleine Colbert de Villacerf
- Madeleine Brûlart de Genlis, épouse de François Robertet, seigneur d'Alluye Bury et Corus, sans postérité.
- Marie Brûlart de Genlis, épouse François de Mailloc, et en secondes noces: François de Raveton
- Élisabeth Brûlart de Genlis, religieuse à Saint-Antoine-des-Champs

### Carrière
Il est conseiller au Grand Conseil.